# Renégat, roman du temps nerveux
Renégat, roman du temps nerveux (titre original : Abtrünnig) est un roman de Reinhard Jirgl publié en 2005 en allemand et publié en France en 2010 (traduction de Martine Rémon).

## Résumé
Deux intrigues se croisent, portées par deux narrateurs : le premier, dont l'histoire occupe la plus grande partie du roman, est un journaliste sans nom, free lance en rupture de ban, alcoolique et divorcé. Ce dernier tombe amoureux de sa psychothérapeute Sophia Englisch et quitte Hambourg pour la suivre jusqu’à Berlin. Une histoire tumultueuse s’ensuit, où amour et mépris se mêlent. Le mari de Sophia, un agent immobilier fortuné, tente de mettre fin à leur relation en revendant l'immeuble qu'occupe le narrateur. Problèmes d'argent, difficultés à s'affirmer dans le monde moderne et à mener une relation amoureuse sont autant de caractéristiques du narrateur principal, dont le nom ne nous est jamais donné. 
Par ailleurs, un ancien garde-frontière sur la ligne Oder-Neisse, veuf, se rend également à Berlin pour tenter de retrouver une réfugiée clandestine ukrainienne, Valentina. Celle-ci lui rappelle la femme qu’il a aimée et perdue. Pour retrouver la jeune femme qu'il a aidée à traverser la frontière, il se fait taxi de nuit. Berlin, ville où se rencontrent une nuit ces deux narrateurs, se présente comme  le point névralgique d’un monde nouveau cependant toujours confronté à son passé de ville déchirée entre l’est et l’ouest. 
On croise d'autres personnages, témoins de cette nouvelle société des années 2000: une jeune femme économiste carriériste, arrivée "au sommet", des professeurs d'université et autres critiques littéraires ridicules, un nostalgique des régimes autoritaires... et bien d'autres encore.

## Interprétations et enjeux

### Une langue déconcertante
Jirgl subvertit la langue commune en fondant une poétique nouvelle, une langue « étrangère » à la langue de tous les jours. Il impose ses propres règles orthographiques, syntaxiques et typographiques. La traductrice Martine Rémon a mis près de cinq ans pour venir à bout de ce texte.
Cette écriture singulière se marque par l'usage de chiffres pour transcrire phonétiquement un terme ("chac-1"), de pictogrammes (& pour "et"), d'abréviations phonétiques ("é" pour "est") et de symboles mathématiques aux usages fluctuants (le signe = sert parfois à relier, parfois à séparer, et apparaît aussi souvent comme une coquille). La ponctuation est erratique et la police de caractère n'est pas homogène. On peut également observer la création de néologismes par tronçonnage ou fusion de mots (les "végète-aryens"). 
L'insertion d’ « hyperliens », est également frappante. Des mots soulignés renvoient en effet à d’autres passages du texte permettant ainsi une lecture du roman dans tous les sens. Ces citations internes soulignent l’unité de l’œuvre. A une lecture linéaire se substitue une lecture pluridimensionnelle qui peut cependant également se transformer en parcours labyrinthique à l'image de l'errance du personnage dans Berlin.

### Un pamphlet: l'affirmation du renégat
Jirgle n’est pas partisan : on peut voir une critique du communisme à travers l’évocation d’un jeune employé du service des eaux et forêts de la RDA, maltraité par le régime. 
Une critique du libéralisme se fait également patente à travers le personnage du mari de Sophia, qui joue sur les spéculations immobilières. 
A l'heure d'une Allemagne désormais réunifiée, les «Esteux» restent cependant des citoyens de seconde zone. Le Berlin des années 2000 décrit dans le roman accuse toujours cette différenciation, notamment à travers les difficultés rencontrées par les journalistes de l'Est pour trouver du travail. D'autre part, la question de l'héritage historique est mise en valeur par l'évocation  de crimes nazis non punis.
Constats politiques, historiques, sociaux et philosophiques de ce monde moderne hostile se mêlent au lyrisme décharné des héros du roman. Ces derniers sont présentés en contrepoint comme indifférents à l’agitation de ce monde dans le mesure où ils lui sont inadaptés. Ils sont les « renégats » de ce monde moderne.